# Slavonic Channel International
Slavonic Channel International (ukrajinsky Міжнародний Слов'янський Канал, rusky Международный Славянский Канал) je ukrajinská televizní stanice, která vysílá v ukrajinštině, ruštině a angličtině. Vysílání bylo zahájeno 14. prosince 1994. Zakladateli jsou Vladimir A. Ivaněnko a Valerija V. Ivaněnková.
Stanice je zaměřena na informování Slovanů žijících na celém světě o aktuálních událostech, historii, kultuře a tradicích, týkajících se této skupiny národů.

## Pokrytí
Státy, kde je možné přijmout satelitní signál společnosti SES Astra:
Albánie, Alžírsko, Belgie, Bosna a Hercegovina, Bulharsko, Černá Hora, Česko, Dánsko, Estonsko, Finsko, Francie, Chorvatsko, Maďarsko, Irsko, Itálie, Kanárské ostrovy, Lotyšsko, Lichtenštejnsko, Litva, Lucembursko, Maroko, Německo, Nizozemsko, Norsko, Polsko, Portugalsko, Rakousko, Rumunsko, Řecko, Severní Makedonie, Srbsko, Slovensko, Slovinsko, Spojené království, Španělsko, Švédsko, Švýcarsko, Tunisko.